# Staračka dalekovidnost
Staračka dalekovidnost ili prezbiopija (grčka riječ "presbus" (πρέσβυς), što znači "stara osoba") je stanje u kojem oko, kako starimo, pokazuje progresivno smanjenje sposobnosti akomodacije na objekte u neposrednoj blizini. Točni mehanizmi nastanka dalekovidnosti nisu utvrđeni, međutim, većina istraživanja podupire teoriju gubitka elastičnosti kristalne leće, iako se kao mogući uzrok navode i promjene u zakrivljenosti leće, koje se objašnjavaju kontinuiranim rastom i gubitkom snage cilijarnog mišića (mišić koji savija i izoštrava leću).
Slično kao sijeda kosa i bore, dalekovidnost je simptom uzrokovan prirodnim tijekom starenja. Prvi simptomi (dolje navedeni) obično se primjećuju oko 40 – 50 godine.
Sposobnost akomodacije na bliske predmete pada s godinama,od mogućnosti akomodacije s 20 dioptrija (mogućnost fokusiranja s 50 mm) kod djeteta, do 10 dioptrija s 25 godina (100 mm), te se spušta na 0.5 do 1 dioptrije sa 60 (sposobnost fokusiranja na 1-2 metra).

## Simptomi
Prvi simptomi koje većina ljudi primijeti su nemogućnost čitanja sitnog tiska, osobito u uvjetima smanjenog svijetla, umaranje očiju kod dužeg čitanja, nejasan vid na blizinu ili trenutna zamagljenost kod promjena različitih udaljenosti na kojima gledamo. Mnogi napredni prezbiopi se žale da su im ruke postale „prekratke“ za čitanje na odgovarajućoj udaljenosti. Kao i ostale smetnje akomodacije, tako se i dalekovidnost, kod izloženosti sunčevoj svjetlosti manje uočava. To je rezultat suženja zjenice. Kao i kod ostalih leća, povećanjem omjera žarišne udaljenosti i otvora leće, dolazi do smanjenja stupnja zamućenosti nefokusiranih predmeta, te se time postiže oštrina slike (usporedite efekt promjera optičke leće i oštrinu slike u fotografiji).
Zapaženo je, da ljudi određenih zanimanja, te oni s miotičnom zjenicom kasnije zatraže pomoć kod prezbiopije. Uglavnom su to poljoprivrednici i ljudi koji rade kod kuće, oni korekciju zatraže kasnije, dok radnici u uslužnim djelatnostima i građevinari, traže korekciju vida ranije.

## Mehanizam akomodacije oka
U optici, najbliža točka na kojoj se predmet može fokusirati zove se točka blizine oka. Standardna točka blizine od 25 cm koristi se kod izrade optičkih instrumenata i u opisivanju optičkih naprava kao npr. povećala. Postoje nejasnoće u raznim člancima, čak i nekim udžbenicima oko toga, na kom principu mehanizmi akomodacije oka djeluju. U razrednom udžbeniku „Oko i mozak“  navedeno je da zonularna membrana leću održava napetom, te se na taj način leća spljošti. Napetost nestaje kontrakcijom cilijarnih mišića,kako bi se leća mogla prilagoditi za vid na blizinu. 
Čini se da takav način razmišljanja podrazumijeva da cilijarni mišić, koji je izvan zonule mora biti cirkumferentan, te da se mora kontrahirati kao sfinkter, da bi smanjio napetost koju zonularna membrana stvara povlačenjem leće izvana. To je u skladu s činjenicom da su naše oči u relaksiranom stanju kada se akomodiraju na beskonačnost, te također objašnjava da nikakav trud kratkovidoj osobi ne može omogućiti da ona vidi na daljinu. Mnogi tekstovi ipak, opisuju cilijarni mišić (čini se da ga opisuju kao elastičan ligament i da nije pod nikakvom kontrolom živčanog sustava) kao mišić koji vuče leću, kako bi joj omogućio akomodaciju na bliži domet. To onda ima kontraefekt, ispupčenje leće centralno (povećavajući joj moć), te spljoštenost leće na periferiji.

## Dalekovidnost i "prednost" za kratkovidne
Mnoge kratkovidne osobe su sposobne čitati bez naočala ili kontaktnih leća,čak i kad prođu 40 godina.Ipak,njihova kratkovidnost ne nestaje,te izazovi gledanja na daljinu ipak ostaju.Kad se kod kratkovidnih osoba s astigmatizmom pojavi dalekovidnost, poboljšat će im se vid na blizinu,ali što je veći astigmatizam, siromašniji je njihov neispravljen vid na blizinu. Miopima koji razmišljaju o operaciji poboljšanja vida, savjetuje se da operacijsko rješenje, možda ipak nije najbolje rješenje,jer bi ono moglo postati nedostatak nakon 40 godine, kada oči postanu dalekovidne i izgube sposobnost akomodacije ili fokusiranja, jer će tada trebati koristiti naočale za čitanje. Ponuđena operacijska tehnika stvara „čitalačko oko“ i „oko za gledanje na daljinu“,ta tehnika se često koristi kod kontaktnih leća ,poznata kao monovision. Monovision se može stvoriti s kontaktnim lećama ili naočalama, tako da se kandidatima za takvu vrstu postupka,uz pomoć takvih pomagala, može pomoći u odluci da li su spremni da se njihove rožnice operacijski podese,tako da trajno izazivaju takav efekt.

## Terapija
Dalekovidnost se rutinski ne liječi-ipak pokušaji u otkrivanju lijeka, daju naznake da bi liječenje ipak bilo moguće-jer gubitak sposobnosti akomodacije se korigira korektivnim lećama, naočalama ili kontaktnim lećama. U osoba s ostalim refraktornim problemima koriste se konveksne leće. Kod nekih slučajeva dodatak bifokalnih na postojeće leće daje zadovoljavajuć rezultat.
Kako bi izbjegli upotrebu bifokalnih ili naočala za čitanje, neki ljudi se odluče za korištenje kontaktnih leća za ispravljanje vida na blizinu za jedno oko, a za drugo oko na daljinu, metodom „monovision“. Monovision ponekad iskrivi percepciju dubine. Također nema bifokalnih ili multifokalnih kontaktnih leća koje istodobno pokušavaju ispraviti vid i na blizinu i na daljinu s istom lećom. Kontroverzno je, da su vježbe oka navedene kao način, kojim se može odgoditi početak prezbiopije, ali nema dokaza da djeluju.

## Prehrana
Nema znanstvenih dokaza da uzimanje luteinskih i drugih nutritivnih nadomjestaka ili povećana količina luteina u dijeti rezultira usporava procese starenja oka, uključivo i prezbiopiju.

## Kirurgija
Novi operacijski postupci mogu također ponuditi rješenja za one koji ne žele nositi naočale ili kontaktne leće, uključujući implantate akomodacijske intraokularne leće. Za vrpce za skleralnu ekspanziju, koje povećavaju prostor između cilijarnog tijela i leće, nije ustanovljeno da daju zadovoljavajuće rezultate u liječenju dalekovidnosti.
|  | Molimo pročitajte upozorenje o korištenju medicinskih informacija. Ne provodite liječenje bez savjetovanja s liječnikom! |